# Jesse Zamudio
Jesse Zamudio (Moroleón, Guanajuato; 8 de marzo de 1999) es un futbolista mexicano, juega como medio ofensivo y su equipo actual es el C.D. Irapuato de la Liga de Expansión MX.

## Trayectoria
Formación en Tecos, Mineros de Zacatecas y Pachuca
Empezó su carrera en las categorías menores de Estudiantes Tecos, jugando con la sub-15. Cuando los tecos se convirtieron en Mineros de Zacatecas pasó a formar parte del equipo de tercera división de los mineros.
En 2015 se incorporó a las filas del Club de Fútbol Pachuca, teniendo actividad con el Alto Rendimiento Tuzo, con la categoría sub-17, sub-20 y el equipo de Liga Premier. En 2019 estuvo 6 meses de regreso en Mineros de Zacatecas donde jugó en el equipo premier y a mitad de año llega al Club León.

### Club León
Con los melenudos logró debutar en primera división el 22 de febrero de 2020 siendo titular en una victoria por 2-1 contra el Club Necaxa. El siguiente torneo su equipo conseguiría el campeonato de liga.

### Atlético Morelia
El 3 de enero de 2022 fue anunciado como nuevo refuerzo del Atlético Morelia, equipo con el que en su primer torneo consiguió el campeonato de Liga de Expansión.

### Club León: Segunda Etapa
En 2023 volvería al cuadro Esmeralda después de que terminara su préstamo con los Canarios.

### Tlaxcala Fútbol Club
A mediados de 2023 se anuncia su llegada al Tlaxcala.